# Polizumba
Jhonny Jhonny Pico Hernandez (18 de octubre de 1981, Barranquilla) más conocido como Polizumba es un Policía, Licenciado en educación física e Influencer Colombiano reconocido por su labor comunitaria en especial durante la Pandemia de Coronavirus.

## Estudios
Jhonny Pico es Licenciado en Educación física de la Universidad de Pamplona, Especialista en Actividad Física de la Escuela Nacional del Deporte, Especialista en seguridad y salud en el trabajo de la Universidad Piloto de Colombia, obtuvo una maestría en Educación Física en la Universidad Libre.

## Trayectoria

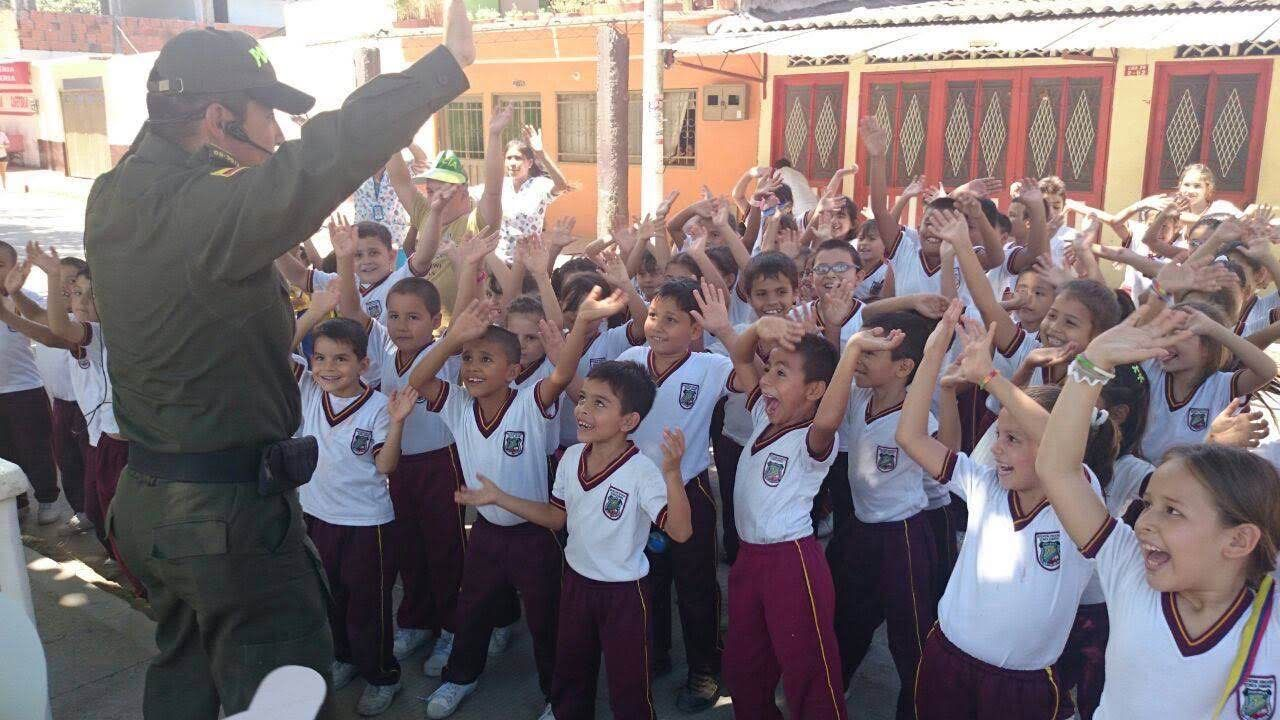
Jhonny Pico en una de sus rutinas

Comenzó su carrera en la Policía Nacional de Colombia en el año 2002 inicialmente en trabajos de contraguerrilla en el marco del Conflicto armado interno de Colombia. En el año 2004 al ser trasladado a él Archipiélago de san Andrés y providencia y tras una experiencia donde logro conectar con niños raizales de habla creole a través del baile, Pico Hernández se dedicó de la mano de la Policía ha viajar por distintos lugares del territorio nacional utilizando la Zumba como metodología pedagógica para enseñar sana convivencia e integración ciudadana.

### Origen del apodo
Nombre dado por la comunidad, el cual resulta de la combinación de su trabajo como miembro activo de la Policía Nacional de Colombia “POLI” y la rutina aeróbica “ZUMBA” de la cual es instructor certificado.

### Pandemia de COVID-19
Durante la coyuntura de la Pandemia de COVID-19 las cifras de violencia doméstica, maltrato infantil, ansiedad, depresión y suicidio se dispararon a niveles históricos en Colombia, fue así que Pico Hernández quien normalmente trabajaba solo con menores de edad decidió salir a las calles y barrios de la ciudad de Bogotá para promover su estrategia de sana convivencia a través del baile. Los videos y coreografías del Pico Hernández haciendo zumba con los habitantes de Bogotá que lo seguían desde sus balcones rápidamente se hicieron virales a nivel nacional e internacional obteniendo más de 400 Millones de reproducciones siendo objeto de notas periodísticas en Colombia, América Latina Europa, Asia, entre otros. Tras esto Pico Hernández continuó llevando su estrategia por distintas partes del país.

## Condecoraciones y Premios
Debido a su labor Pico Hernández ha recibido más de 90 condecoraciones y premios, entre lo más destacables se encuentran:
- Premio Corazón Verde al Mejor Policía de Colombia[11]
- Noche de la Excelencia Policial
- Orden de la Democracia Simón Bolívar
- Medalla Luis Carlos Galán de Lucha Contra la Corrupción
- Inspiration Award de Zumba Fitness debido a ser único policía del mundo instructor de Zumba[12]
- Medalla de la Dirección de Investigación Criminal e Interpol
- Medalla Servicios distinguidos Ministerio de Defensa Nacional
- Medalla Dirección Nacional de Escuelas y Educación Policial
- Guinness World Records mayor número de mujeres bailando
- Medalla Cívica de la Ciudad de Bogotá